# Simi
Simi(em grego:  Σύμη, em turco:  Sömbeki) é uma ilha grega do Dodecaneso, no mar Egeu. É montanhosa, o interior está salpicado de pequenos vales e o litoral alterna falésias e baías.
As penínsulas turcas de Daraçya e Reşadiye, na província de Muğla, estão próximas de Simi.
Na mitologia grega esta ilha era o local de nascimento das Graças.